# Super Bowl XL
Super Bowl XL var den 40. udgave af Super Bowl, finalen i den amerikanske football-liga NFL. Kampen blev spillet 5. februar 2006 på Ford Field i Detroit og stod mellem Pittsburgh Steelers og Seattle Seahawks. Steelers vandt 21-10 og tog dermed den 5. Super Bowl-titel i holdets historie. 
Kampens MVP (mest værdifulde spiller) blev Steelers wide receiver Hines Ward.